# Сопрано

Діапазон сопрано

Сопрано (італ. soprano, від sopra — зверх, понад) — найвищий жіночий співочий голос. Сопрано володіють в основному жінки та діти. Вокальний діапазон сопрано складає приблизно від C4 = 261 Гц до A5 = 880 Гц у хоровій музиці, або до C6 = 1046 Гц і вище в оперній музиці.
Існує три основні різновиди жіночих сопрано: драматичне, ліричне і колоратурне. Бувають також лірико-драматичне та лірико-колоратурне сопрано. Драматичне сопрано відрізняється великою силою звучання у всьому діапазоні, щільним нижнім регістром. Ліричному властива м'якість тембру, гнучкість та велика виразність. Для колоратурного характерні прозорість тембру, легке та вільне звучання у верхньому реєстрі, що може доходити до фа третьої октави, іноді до соль третьої октави.

## Різновиди сопрано
Нижче наведено класифікації оперного сопрано.

### Колоратурне сопрано
Для колоратурного сопрано (італ. soprano di coloratura або італ. Soprano leggero) характерні рухливість у виконанні фіоритур, пасажів тощо, прозорість тембру, легкість і свобода звучання у верхньому регістрі. Діапазон — від с1 до f3.
Деякі партії колоратурного сопрано:
- Цариця ночі (Чарівна флейта, В.А. Моцарт),
- Джильда (Ріголетто, Дж. Верді),
- Розіна (Севільський цирульник, Дж. Россіні).

### Ліричне сопрано
Ліричному сопрано (італ. Soprano lirico) властива м'якість тембру, гнучкість і велика виразність в кантилені. Діапазон — від с1 до d3.
Деякі партії ліричного сопрано:
- Віолетта (Травіата, Дж. Верді),
- Іоланта (Іоланта, П. Чайковський),
- Маргарита (Фауст, Ш. Гуно).

### Драматичне сопрано
Драматичне сопрано (італ. Soprano drammatico) відрізняється силою звучання на всьому діапазоні, щільним нижнім регістром Композитори наділяють таким голосом героїнь з вольовими характерами, нерідко — з драматичною долею.
Деякі партії драматичного сопрано:
- Тоска (Тоска, Дж. Пуччіні),
- Турандот (Турандот, Дж. Пуччіні),
- Ельза (Лоенгрін, Р. Вагнер).

### Лірико-драматичне сопрано
В західній літературі цей тип нерідко подається як Spinto soprano — це голос, якому доступні як легкі верхи ліричного сопрано, так і драматичний звук у середньому регістрі.
Деякі партії лірико-драматичного сопрано:
- Аїда (Аїда, Дж. Верді),
- Чіо-Чіо-Сан (Мадам Баттерфляй, Дж. Пуччіні).

Існує і детальніше розрізнення. Наприклад, в західній літературі колоратурне сопрано поділяється на лірико-колоратурне і драматико-колоратурне (англ. Dramatic coloratura soprano), при чому цей поділ може не збігатися з вітчизняним поділом на колоратуру та лірико-колоратуру, наприклад, партія Цариці ночі («Чарівна флейта») в радянській музичній енциклопедії віднесена до лірико-колоратурних, тоді як в англомовних — до драматико-колоратурних.
Вирізняють в західній літературі також Soubrette, що походить від «субретки» — акторське амплуа, традиційного комедійного персонажу, жвавої, дотепної, спритної служниці, що допомагає панам в їх любовних інтригах. Ролі в операх — Церліна (Дон Жуан), Барбаріна (Весілля Фігаро, обидві — В. А. Моцарт), Серпіна (Служниця-пані, Перголезі).

## Найвідоміші сопрано
- Марія Каллас
- Монсеррат Кабальє
- Луція Попп
- Чечілія Бартолі
- Беверлі Сіллс
- Джоан Сазерленд
- Рене Флемінг
- Вікторія Лук'янець
- Анна Нетребко
- Барбара Бонней
- Бірґіт Нільссон
- Сара Брайтман
- Діана Дамрау
- Кірстен Флагстад
- Соломія Крушельницька
- Людмила Маковецька
- Квітка Цісик
- Лоріна МакКенніт
- Енджел Блу
- Іджлал Ар